# Shanghai (videogioco)
Shanghai è un videogioco rompicapo del 1986 sviluppato da Activision. Originariamente distribuito per home computer, il gioco ha ricevuto conversioni per numerose piattaforme tra cui Nintendo Entertainment System, Game Boy e Sega Master System.

## Sviluppo
Un videogioco dallo stesso gameplay è stato sviluppato da Brodie Lockard nel 1980 per PLATO. Lo stesso Lockard ha programmato la versione Macintosh del gioco.